# Ministero dell'edilizia abitativa, dei servizi pubblici e delle comunità urbane (Egitto)
Il Ministero dell'edilizia abitativa, dei servizi pubblici e delle comunità urbane (in arabo وزارة الإسكان والمرافق والمجتمعات العمرانية‎?) è l'organo governativo con la responsabilità di affrontare i problemi abitativi dell'Egitto, con il mandato di fornire alloggi pubblici, acqua potabile e servizi di trattamento delle acque reflue, oltre alla pianificazione e costruzione  di nuove comunità urbane. Ha sede al Cairo sin dalla sua istituzione nel 1961 e amministra la più grande autorità immobiliare della nazione, l'Autorità per le nuove comunità urbane, e il più grande appaltatore, Arab Contractors.

## Storia

### 1950-1961
Alla fine degli anni '40 il governo iniziò a interessarsi seriamente all'edilizia popolare e il 17 agosto 1950 fu istituito il primo ufficio per l'edilizia abitativa, il Dipartimento delle case popolari (Idarat al-masakin al-sha'biya) presso il del Ministero degli Affari Sociali. Quando la produzione di alloggi pubblici si espanse, la struttura fu ribattezzata Dipartimento per l'edilizia abitativa e trasferita presso Ministero degli affari municipali e dei villaggi. Fu solo nel 1961, dopo una ristrutturazione su vasta scala degli uffici governativi, che il Ministero degli alloggi e dei servizi pubblici fu istituito come organo governativo.

### 1974-1980
Sulla scia della Guerra del Kippur del 1973, gli sforzi per ricostruire le città nel Canale di Suez furono coadiuvati con l'istituzione del Ministero della ricostruzione (Wizarat Al-ta'mir) che operava in parallelo al Ministero degli alloggi e dei servizi pubblici. Dopo pochi mesi i due Ministeri furono fusi nel nuovo Ministero dell'edilizia abitativa e della ricostruzione.
Con l'espansione della politica di creazione di nuove comunità non solo nella regione del canale, ma in tutto l'Egitto, nel 1978 venne cambiato l'assetto governativo creando il  Ministero della ricostruzione e delle nuove comunità, il Ministero per l'edilizia abitativa, nonché il Ministero dell'Edilizia, che però venne soppresso dopo un anno. Nel 1979 venne istituita l'Autorità per le nuove comunità urbane come impresa statale per implementare queste attività. Questa autorità era inizialmente sotto il controllo del Gabinetto egiziano e il suo consiglio comprendeva i ministri dell'Economia, delle Finanze, degli alloggi e della ricostruzione, dell'elettricità, dell'irrigazione, della bonifica, dell'industria e delle risorse naturali.
Nel 1980, con l'attribuzione delle competenze per l'edilizia popolare alle amministrazioni locali e con l'espansione dell'agricoltura nel deserto, le competenze appartenute al Gabinetto egiziano vennero affidate al nuovo Ministero della ricostruzione, dell'edilizia abitativa e della bonifica.

### 1996-oggi
Nel 1996 il Ministero venne nuovamente ristrutturato e prese il nome di Ministero dell'edilizia abitativa, dei servizi pubblici e delle comunità urbane con i seguenti ruoli:
- Supervisionare la pianificazione urbana e i progetti abitativi in conformità con le politiche dello Stato egiziano
- Pianificare e realizzare progetti di pubblica utilità (acqua potabili e acque reflue)
- Preparare piani regionali completi, dando la priorità ai benefici economici e sociali per il popolo egiziano
- Lavorare allo sviluppo delle nuove città

Questo assetto è rimasto pressoché costante, con l'eccezione di una breve ridenominazione in Ministero dell'edilizia abitativa, dei servizi pubblici e dello sviluppo urbano e successivamente una ulteriore divisione in due Ministeri durata tre anni (Ministero dell'edilizia abitativa e delle comunità urbane e Ministero dei servizi pubblici). Il 19 settembre 2015 sono stati nuovamente uniti nell'attuale Ministero dell'edilizia abitativa, dei servizi pubblici e delle comunità urbane.

## Organizzazioni controllate

### Agenzie abitative
- Fondo per il finanziamento dell'Edilizia Sociale e Mutui
- Organizzazione Generale per l'Edilizia Cooperativa Archiviato il 16 maggio 2023 in Internet Archive.
- Unione delle Cooperative Abitative
- Agenzia esecutiva per progetti
- Fondo per l'edilizia abitativa del Ministero della ricostruzione

### Immobiliare e Edilizia
- Autorità per le nuove comunità urbane
- Arab Contractors
- Agenzia per la ricostruzione
- Banca per l'edilizia abitativa e lo sviluppo
- Saudi Egyptian Developers

### Servizi Pubblici
- Holding per l'acqua potabile e le acque reflue
- Autorità Nazionale per l'acqua potabile e le acque reflue
- Agenzia esecutiva per l'acqua potabili e le acque reflue

### Organi di controllo
- Organizzazione generale per la pianificazione
- Centro nazionale per la ricerca sull'edilizia abitativa
- Technical Oversight on Construction Agency
- Agenzia egiziana per la regolamentazione delle acque

## Ministri
- Mahmoud Riad (1950 — 1952, come Dipartimento per l'Edilizia pubblica)
- Ali al-Meligi Massoud (1952 — 1961, come Dipartimento per l'Edilizia pubblica)
- Mohamed Abu Nosseir (1964 — ?), e Ibrahim Naguib Ibrahim come vice[9]
- Hassan Hassan Mostafa (1970 — 1971)[10]
- Ali al-Sayid Mohamed (1971 — 1974)[11]
- Osman Ahmed Osman (1974 — 1977, dal 1973 come Ministro della ricostruzione)
- Hassaballah al-Kafrawy (1977 — 1993)
- Mohamed Ibrahim Soliman (1993 — 2006)
- Ahmed al-Maghraby (2006 — 2011)
- Mohamed Fathy al-Baradie (2011 — 2012)
- Tarek Wafiq (2012 — 2013)
- Ibrahim Mehlib (2013 — 2014)
- Mostafa Madbouly (2014 — 2019)
- Assem al-Gazzar (2019 — )